# Truus van der Plaat
Truus van der Plaat (Geldermalsen) es una deportista neerlandesa que compitió en ciclismo en la modalidad de pista. Ganó una medalla de plata en el Campeonato Mundial de Ciclismo en Pista de 1979, en la prueba de velocidad individual.

## Medallero internacional
| Campeonato Mundial | Campeonato Mundial        | Campeonato Mundial | Campeonato Mundial   |
| Año                | Lugar                     | Medalla            | Competición          |
| ------------------ | ------------------------- | ------------------ | -------------------- |
| 1979               | Ámsterdam ( Países Bajos) | Medalla de plata   | Velocidad individual |